# Гульбище
Гу́льбище — терраса или галерея, окружающая здание по периметру поверх перекрытий подклета, и служащая, в частности, для закрытия ставней снаружи. Является характерным элементом русской деревянной архитектуры.
Гульбище являлось обычной деталью русского частного дома и храма. По-видимому, изначально происходит из Пскова, где гульбища (деревянные крытые балконы-галереи) использовалось в жилых постройках уже в XI веке. Позднее (в XVI—XVII веках) получило распространение в архитектуре Северо-Восточной Руси. Как показали раскопки 1954—1955 годов, церковь Покрова на Нерли имела пристань и белокаменное гульбище с выложенным майоликой полом.

## Примеры

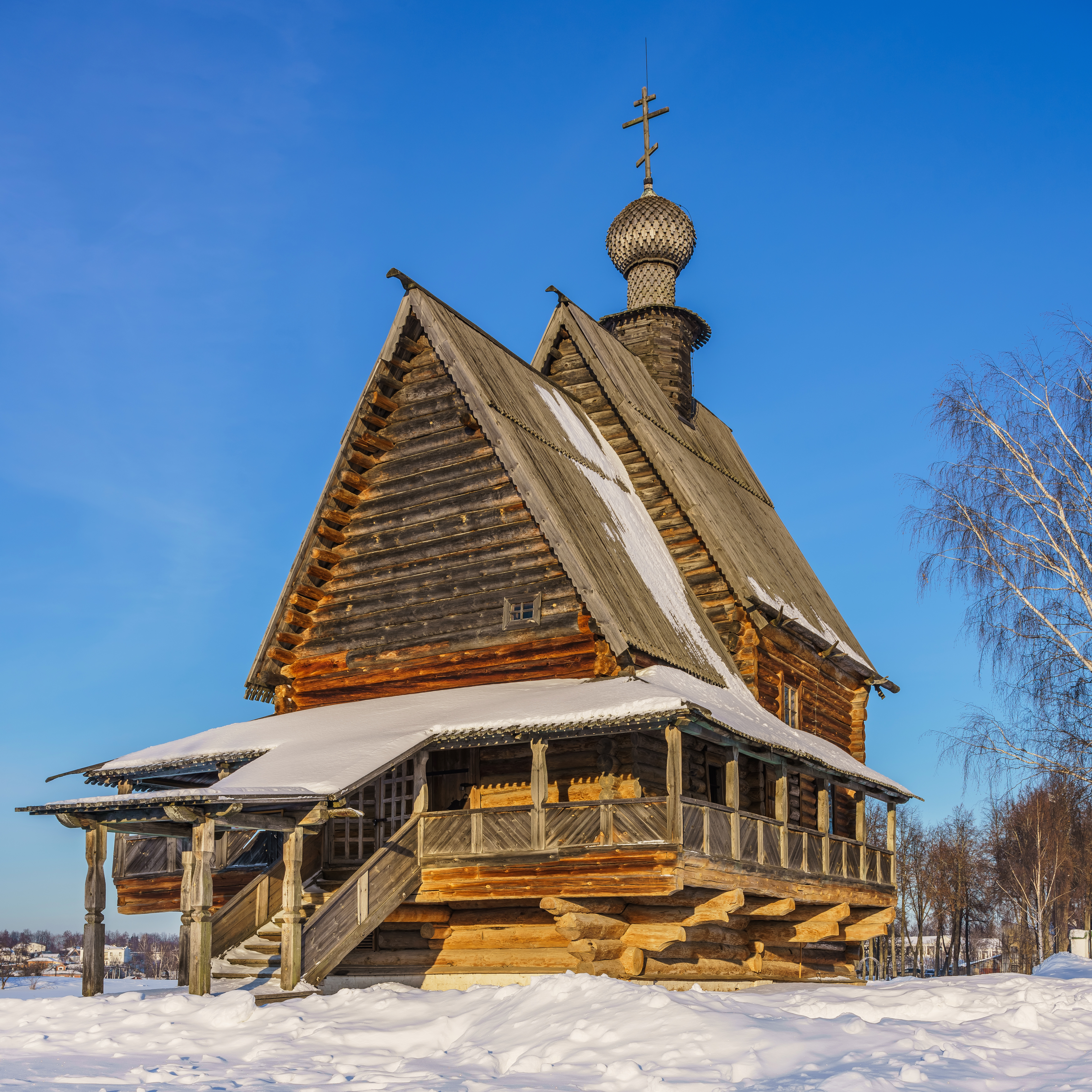
Гульбище в деревянной архитектуре. Никольская церковь из села Глотово (1766 г.), перевезённая в Суздальский кремль
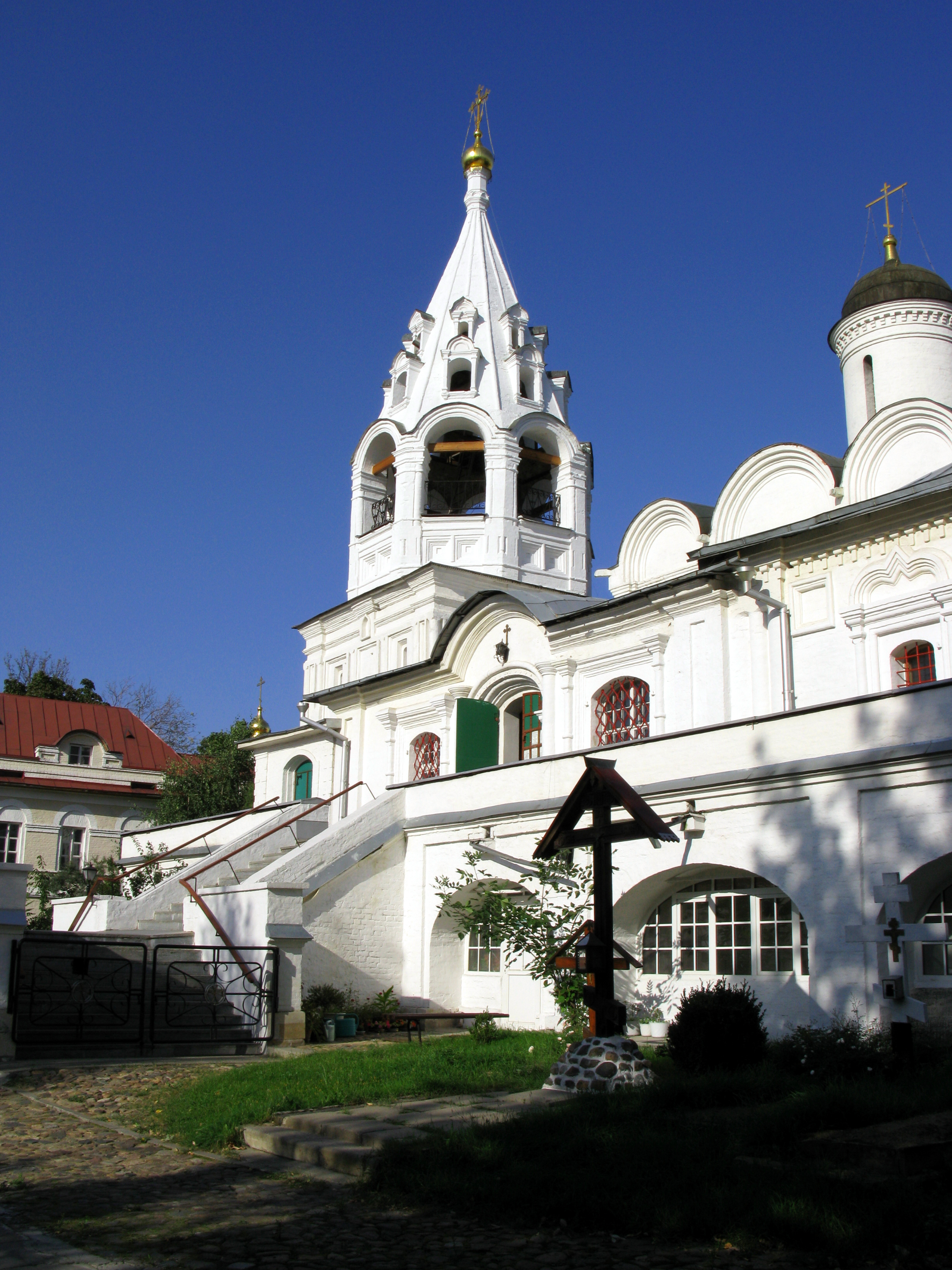
Храм Никиты Мученика, 1595 г., — на переднем плане открытая галерея-гульбище
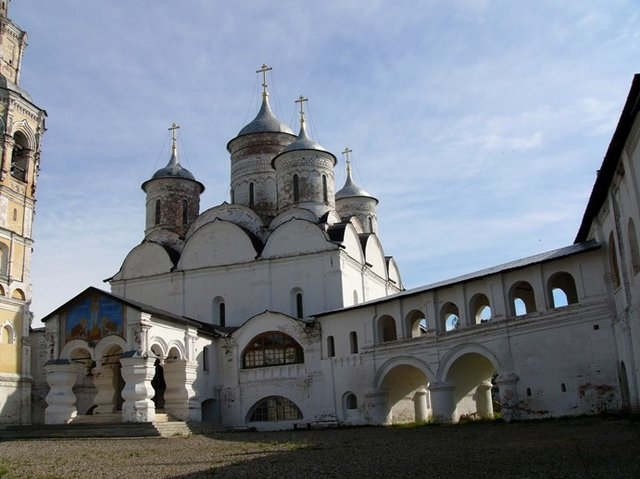
Крыльцо собора Спасо-Прилуцкого монастыря ведёт на гульбище-паперть (пристроено в XVII в., собор 1537—1542 гг.). Переход соединяет паперть с трапезной
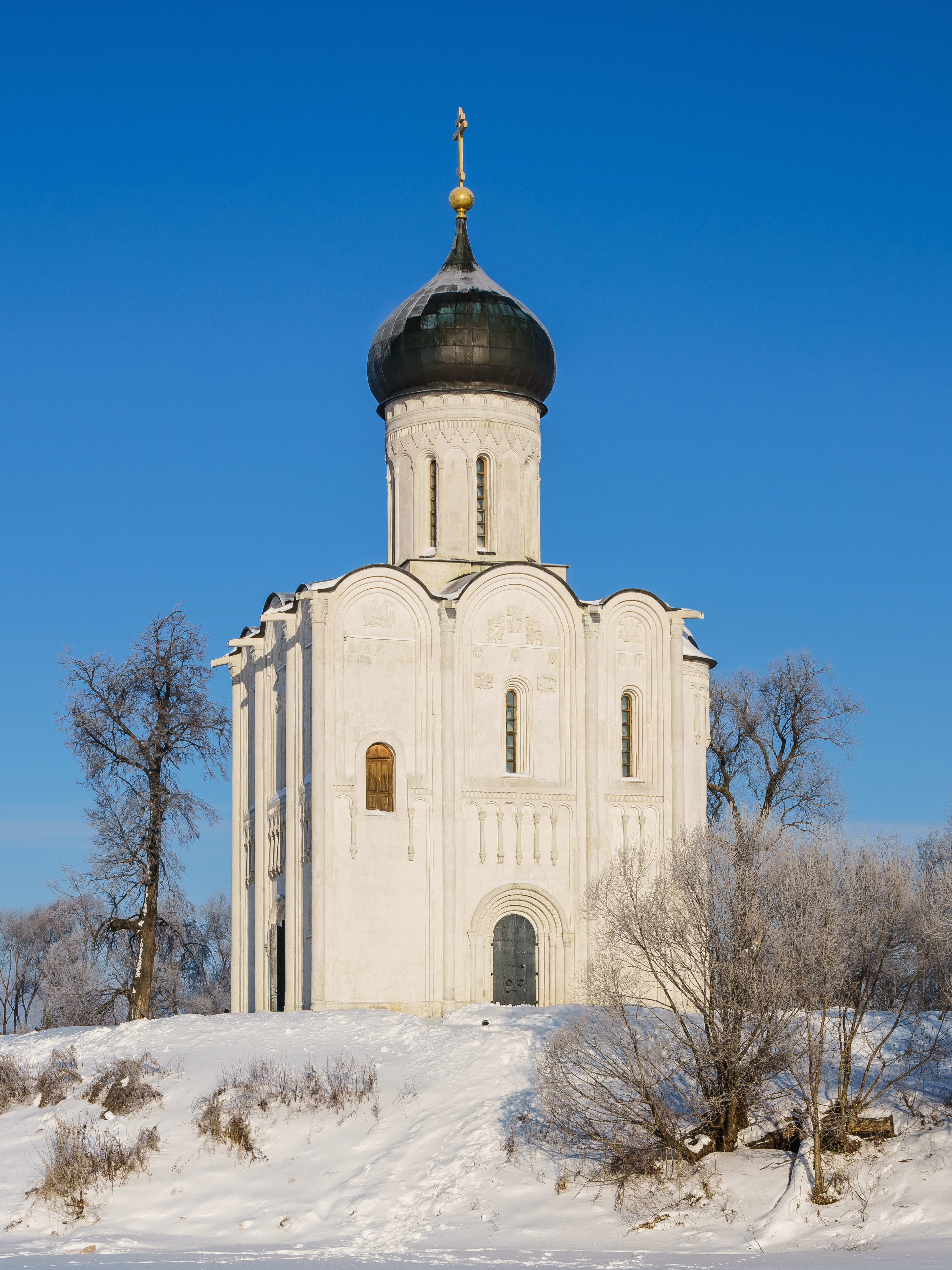
Знакомый силуэт церкви Покрова на Нерли, 1158 или 1165 г., был иным — гульбище разобрано
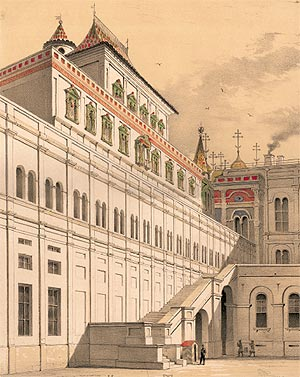
Теремной дворец Московского Кремля, 1635—1636 гг., — редкий сохранившийся пример использования гульбища в гражданской архитектуре
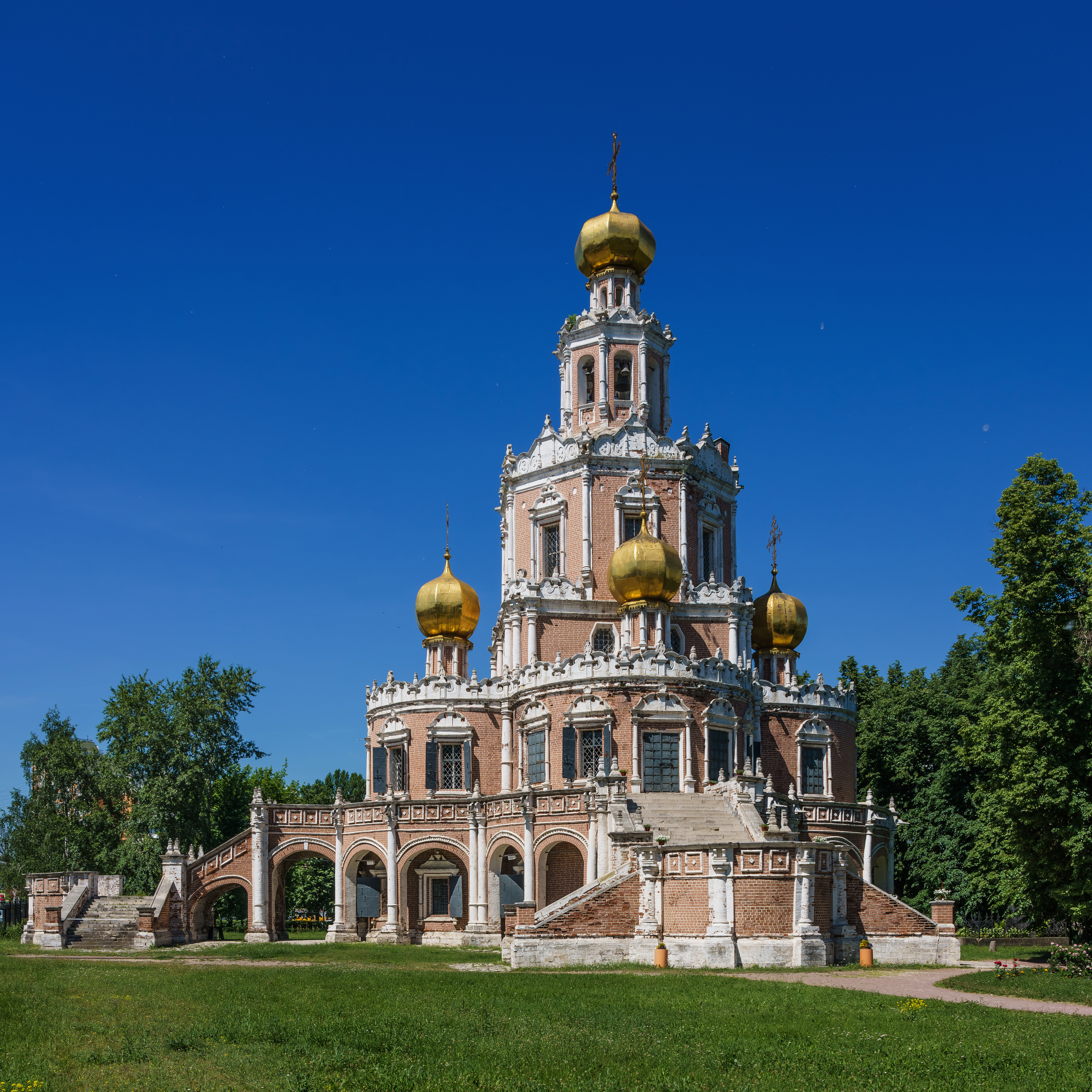
Церковь Покрова в Филях, 1690—1693 гг., — широкие лестницы ведут на узкое открытое гульбище